# Heterostegane aurantiaca
Heterostegane aurantiaca là một loài bướm đêm trong họ Geometridae.